# Continuidade (ficção)
Na ficção, continuidade ou continuísmo (no Brasil) ou anotação (em Portugal) é a consistência das características de pessoas, objetos, lugares e eventos como vistos pelo leitor ou telespectador. O termo é tirado do sentido matemático de ser algo regular e sem quebra. Em algumas formas de mídia, tais como histórias em quadrinhos, continuidade também veio a significar uma série de eventos contínuos, dos quais se dizem ocasionalmente que "ocorrem no mesmo universo".
Em cinema, o profissional responsável por assegurar a continuidade da narrativa (harmonia entre as cenas) no produto filmado é o continuísta (ou anotador, em Portugal).

## Erros
O erro de continuidade consiste na falha da manutenção da sequência lógica que deve haver entre as diversas cenas de uma produção cinematográfica. Diferentemente de uma simples gravação de uma notícia, um filme não pode representar um acontecimento numa única cena. São necessárias uma série de cenas para representar qualquer ação de maneira correta. Para que a verossimilhança e harmonia na obra sejam mantidas, atores e adereços têm que estar no mesmo lugar quando vários ângulos são disparados. É quando ocorre alguma mudança ou colocação dos atores ou adereços, que dá-se o erro de continuidade.
A maioria dos erros de continuidade são sutis, como mudanças no nível da bebida no copo de um personagem ou no comprimento de um cigarro, e pode ser permitida com relativa indiferença até o corte final. Outros podem ser notados com maior facilidade, como mudanças súbitas drásticas na aparência de um personagem. Tais erros de continuidade podem arruinar a ilusão do realismo e afetar a suspensão da descrença.
As formas dos erros de continuidade são:
- Erros de edição — Os erros de edição podem ocorrer quando um personagem em uma cena faz referência a uma cena ou incidente que ainda não ocorreu ou dos quais eles ainda não deveriam estar cientes.
- Erros visuais — Erros visuais são descontinuidades instantâneas ocorrendo em mídias visuais, como cinema e televisão. Itens de roupas mudam de cor, as sombras ficam mais longas ou mais curtas, os itens dentro de uma cena mudam de lugar ou desaparecem, etc.
- Erro de enredo — Um furo no enredo, como é comumente conhecido, é uma falha na consistência da narrativa que inviabiliza por completo a lógica do filme desse ponto em diante. São contradições que podem ser suaves ou graves. Um personagem pode afirmar que ele era filho único, mas depois menciona um irmão.

Ou ainda há erros deliberados. Às vezes, uma obra de ficção pode deliberadamente empregar erros de continuidade, geralmente para comédia. Por exemplo, no clássico filme dos Irmãos Marx, Duck Soup, no clímax do filme, a câmera mostra uma cena de Groucho Marx falando uma linha, seguida de uma cena de outra coisa acontecendo, seguida por outro tiro de Groucho. A cada vez, o chapéu de Groucho muda para um formato diferente.
No cinema, uma atenção especial deve ser dada à continuidade, porque os filmes raramente são filmados na ordem em que são apresentados. O cronograma de filmagem é frequentemente ditado por problemas de permissão de localização. Por exemplo, um personagem pode retornar à Avenida Paulista em São Paulo várias vezes ao longo de um filme, mas é extraordinariamente caro fechar a Avenida Paulista. Então, por questão de economia, essas cenas provavelmente serão filmadas de uma só vez para reduzir os custos de permissão. Assim, o tempo, o ambiente de luz natural, a disponibilidade do elenco e da equipe ou quaisquer outras circunstâncias também podem influenciar a filmagem.